# Palais Mussolini (Tunisie)

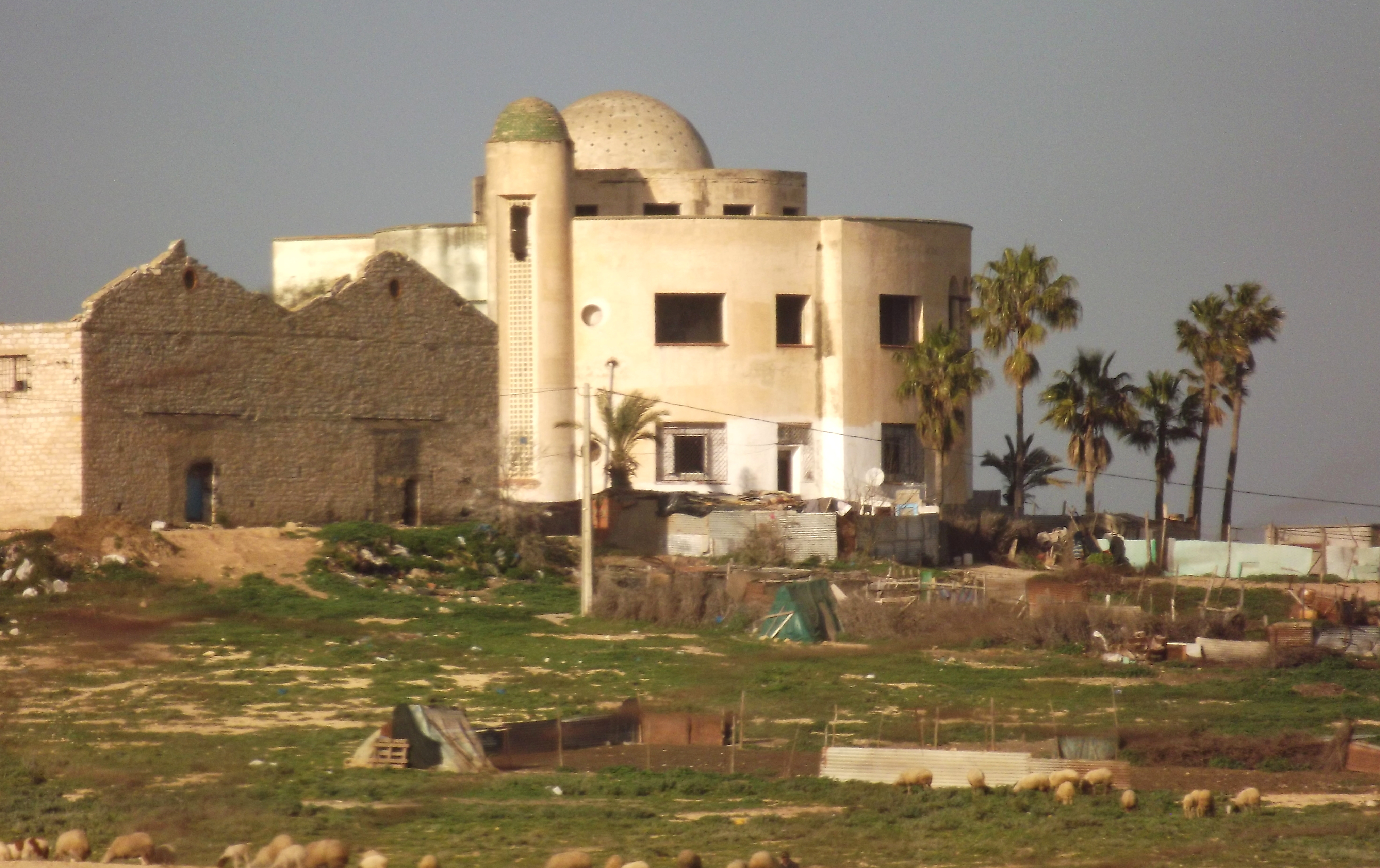
Vue du bâtiment dans son état actuel

Le palais Mussolini, appelé aussi villa du Zodiac en référence à ses mosaïques représentant les signes du Zodiaque, est un ancien palais tunisien construit au XXe siècle.
Il constitue l'un des rares exemples locaux de l’architecture moderniste des années 1930.

## Localisation
Il est situé sur une butte au cœur d’un ancien domaine agricole près de Bou Argoub, une ville située à une quarantaine de kilomètres au sud-est de Tunis, sur la route la reliant à Hammamet.

## Histoire
Selon l'universitaire et éditrice Silvia Finzi, il est conçu en 1935 par l’architecte italien Ugo Chiarini pour les Garsia, une famille d’agriculteurs. Les choix esthétiques singuliers de l'architecte auraient poussé les voisins à penser que Benito Mussolini devait y être reçu.

## Architecture
Bâti selon un plan radioconcentrique, le bâtiment présente deux niveaux avec un atrium circulaire s’élevant sur toute la hauteur de l’édifice et couronné d’un dôme en béton. Le sol est recouvert de pavements mosaïqués représentant plutôt des motifs animaliers (autruche, girafe, brebis, aigle et gazelle), ainsi qu’un soldat romain, un gladiateur et une tête maure au rez-de-chaussée. Au premier étage, les motifs font référence à l’astrologie, avec les signes du Zodiaque, d'où la désignation du monument sous le nom de « villa du Zodiac ».
L'édifice est aussi doté d'une grande cave pour entreposer le vin.

## Évolution
À la suite de la nationalisation des terres agricoles dans les années 1960, le bâtiment abrite une école pour jeunes filles puis fait office de terrain de jeu pour les jeunes de la cité voisine.
De nos jours, il appartient à l'État tunisien mais, après la révolution de 2011, des squatteurs ont occupé le rez-de-chaussée et apporté des modifications importantes ayant touché les espaces intérieurs et extérieurs,.